# Liste des évêques de Trévise
Liste des évêques de Trévise :
- Jean il Pio (v. 396)
- Giocondo (v. 421)
- Elviando (v. 451)
- Félix Ier (564–568)
- Rustico (v. 579)
- Félix II (v. 590)
- Tiziano (v. 743)
- Fortunato da Trieste (777–803)
- Landolo (v. 810)
- Lupo (v. 814)
- Adeodato (826–859)
- Domenico (v. 866)
- Aladono (v. 880)
- Adalbert (904–930)
- Albéric (967–968)
- Rozo (969–998)
- Amelricus (1006–1015)
- Arnaldo (1021–1023/6)
- Rotari Ier (1026–1041)
- Rotari II (1046–1065)
- Volfranco (1065–1069/70)
- Acelino (1070–1073)
- Roland (1078–1089)
- Gumboldo (1096–1116/24)
- Grégoire (1131–1150)
- Boniface (v. 1152)
- Biancone (1153–1156)
- Ulderico III (1157–1179)
- Corrado II (1179–1197)
- Enrico di Ragione (1197–1199)
- Ambrogio (1199–1207)
- Tisone da Vidor (1209–1245)
- Gualtieri (1245–1255)
- Adalberto III Ricco (1255–1272)
- Presavio Novello (1279–1291)
- Tolberto Calza (1292–1305)
- Pandolfo da Lusia (1306–1310)
- Salomone de' Salomoni (1310–1322)
- Ubaldo de' Gabrielli (1323–1336)
- Pier Paolo Dalla Costa (1336–1351)
- Jean de Malabaïla (Malabayla) (Giovanni Malabayla) (1351–1354)
- Azzone de' Maggi (1355–1357)
- Pileo de' Conti di Prata (1357–1359)
- Pierdomenico di Baone (1359–1384)
- Niccolo' Beruti (1384–1394)
- Lorenzo Gambacorta (1394–1407)
- Giacomo da Treviso (1409–1418)
- Giovanni Benedetto (1418–1437)
- Lodovico Barbo (1437–1443)
- Ermolao Barbaro (1443–1453)
- Marino Contarini (1454–1455)
- Marco Barbo (1455–1464)
- Teodoro Lelio (1464–1466)
- Francesco Barozzi (1466–1471)
- Pietro Riario (1471–1474)
- Lorenzo Zane (1474–1476)
- Giovanni o Zanetto (1476–1486)
- Niccolo' Franco (1486–1499)
- Bernardo Rossi (1499–1527)
- Francesco Pisani (1528–1564)
- Giorgio Corner (1564–1577)
- Francesco Corner (1577–1595)
- Lodovico Molin (1595–1604)
- Francesco Giustiniani (1605–1623)
- Vincenzo Giustiniani (1623–1633)
- Silvestro Morosini (1633–1636)
- Marco Morosini (1639–1645)
- Giovanni Antonio Lupi (1645–1668)
- Bartolomeo Gradenigo (1668–1682)
- Giovanni Battista Sanudo (1684–1709)
- Fortunato Morosini (1710–1723)
- Augusto Zacco (1723–1739)
- Benedetto De Luca (1739–1750)
- Paolo Francesco Giustiniani (1750–1787)
- Bernardino Marini (1788–1817)
- Giuseppe Grasser (1822–1829)
- Sebastiano Soldati (it) (1829–1849)
- Saint Giovanni Antonio Farina (1850–1860)
- Federico Maria Zinelli (it) (1861–1879)
- Giuseppe Callegari (1880–1882)
- Giuseppe Apollonio (it) (1882–1903)
- Bienheureux Andrea Giacinto Longhin Frères mineurs capucins (1904–1936)
- Antonio Mantiero (it) (1936–1956)
- Egidio Negrin (it) (1956–1958)
- Antonio Mistrorigo (1958–1989)
- Paolo Magnani (1989–2003)
- Andrea Bruno Mazzocato (it) (2003–2009)
- Gianfranco Agostino Gardin (it) OFMConv (2009-)